# Pascásio Radberto
Pascásio Radberto (em latim: Paschasius Radbertus; 785– 865) foi um santo franco, teólogo carolíngio e abade em Corbie, uma pequena localidade localizada no norte da moderna França. Sua mais conhecida e influente obra é uma exposição sobre a natureza da Eucaristia escrita por volta de 831 chamada "De corpore et sanguine Domini".

## Vida
Nada se sabe sobre a infância de Pascásio exceto que ele ficou órfão muito cedo e foi deixado na porta do convento de Notre-Dame de Soissons. Criado pelas freiras dali, ficou muito próximo da abadessa, Teodrara. Ela era irmã de Adalardo de Corbie e Wala de Corbie, dois monges (ambos foram abades ali antes de Pascásio) que ele admirava muito. Muito jovem, Pascásio deixou o convento e entrou para a Abadia de Corbie, comandada na época por Adalardo. Durante os mandatos dele e de Wala, que o sucedeu, Pascásio focou na vida monástica, passando seu tempo estudando e ensinando. Quando Adalardo morreu em 826, Pascásio ajudou a assegurar que Wala tornar-se-ia abade em seu lugar. Depois que este morreu em 836, Ratramo assumiu e ele tinha pontos de vista contrários aos de Pascásio em diversos assuntos eclesiásticos. Ele escreveu uma refutação ao seu tratado sobre a Eucaristia ("De corpore et sanguine Domini") e deu-lhe o mesmo nome. Em 844, o próprio Pascásio tornou-se abade, mas acabou renunciando dez anos depois para dedicar-se apenas aos estudos. Ele deixou Corbie e passou a viver no Mosteiro de São Riquier, próximo dali, onde passou os anos seguintes praticamente exilado. O motivo real de sua renúncia é desconhecido, mas é provável que tenha sido resultado das disputas entre as facções da comunidade monástica: desentendimentos entre ele e os monges mais jovens pode ter sido um fator preponderante. No fim da vida, retornou a Corbie e viveu ali até morrer em 865.
O corpo de Pascásio foi enterrado primeiro na Igreja de São João em Corbie. Depois de diversos milagres terem sido reportados, o papa ordenou que seus restos fossem removidos e enterrados na Igreja de São Pedro, também em Corbie.

## Obras

### De Corpore et Sanguine Domini
A mais conhecida e influente obra de São Pascásio, "De Corpore et Sanguine Domini" ("Do Corpo e Sangue do Senhor"), escrita entre 831 e 833, é uma exposição sobre a natureza da Eucaristia. Escrita originalmente como livro didático para os monges de Corbie, é o primeiro tratado extenso sobre o sacramento da Eucaristia no mundo ocidental. Nela, Pascásio concorda com Ambrósio ao afirmar que a Eucaristia contém o Corpo, verdadeiro e histórico, de Jesus Cristo. Segundo Pascásio, Deus é a própria verdade e, portanto, suas palavras e atos devem ser verdadeiros. Assim, a proclamação de Cristo durante a Última Ceia de que o pão e o vinho eram seu Corpo e Sangue devem ser entendidas literalmente, defendendo que transubstanciação do pão e do vinho ocorre fisicamente. Apenas se a Eucaristia for o verdadeiro Corpo e Sangue de Cristo poderá um cristão saber que ela é de fato salvadora. Ele acreditava ainda que a presença do Corpo e Sangue de Cristo permite ao comungante uma união real com Jesus de forma direta, pessoal e física ao unir a sua carne com a de Cristo e a de Cristo com a sua, algo que só é possível por que Deus é capaz de manipular a natureza, pois a criou.
O livro foi dado a Carlos, o Calvo, o rei dos francos, como presente em 844 com a inclusão de uma introdução especial. A visão que Pascásio expressou logo atraiu alguma hostilidade. Ratramo, que precedeu-o como abade em Corbie, escreveu uma refutação com o mesmo nome por ordens do rei, que não concordava em tudo com Pascásio. Segundo Ratramo, a Eucaristia era estritamente metafórica; ele se preocupava mais com a relação entre fé e a emergente ciência enquanto Pascásio acreditava no aspecto místico. Logo depois, um terceiro monge se juntou ao debate, Rábano Mauro, o que iniciou a controvérsia carolíngia da Eucaristia. No fim, porém, o rei aceitou a posição de Pascásio e a presença real de Cristo na Eucaristia tornou-se a crença dominante na fé da Igreja Católica.

### Vitae Adalhardi et Walae
Escrita em 826 e 836, respectivamente, "Vita Adalhardi" e "Vita Walae", são biografias espirituais dos modelos de vida para Pascásio. São tributos pessoais escritos para a memória de dois servos de Deus e ele espera que os padrões de vida que representa neles sejam seguidos.
"Vita Adalhardi" é uma obra breve, uma representação convencional da vida de um santo. Porém, o estilo que Pascásio utiliza é único para época. Escrita quando ele estava ainda de luto pela perda de um amigo, Pascásio compara Adalardo ao pintor Zeuxis. Como havia afirmado Cícero, os artistas estudam modelos para aperfeiçoar sua arte. Pascásio segue afirmando que, como Zeuxis, que tinha o desafio de pintar Helena de Troia, Adalardo também estudava formas para aperfeiçoar sua arte quando tentava formar a imagem de Deus em si próprio. Ao fazer esta comparação, Pascásio foi identificado como sendo um escritor humanista durante o período carolíngio, pois comparava literatura antiga clássica com a contemporânea. Ele representa Adalardo como uma imagem espelhada de Cristo, enfatizando elementos de amor infinito e seus sofrimentos. Ele também comparou o papel de Adalardo na Igreja com o de uma mãe, um conceito atribuído à espiritualidade cisterciense do século XII, algo que está 300 anos futuro de Pascásio. A dor que ele sentiu com a morte de Adalardo aparece com muita força no livro - apesar de ele saber que o sofrimento deveria dar lugar à alegria, como exemplificado pelos seus antecessores como Jerônimo. Este estilo também não se encontra em lugar algum antes do século XII e a justificação de Pascásio para o luto excessivo é sua mais importante contribuição para a tradição da literatura consoladora.
"Vita Walae" é muito mais longa (o dobro do tamanho de "Vita Adalhardi") e tem a estrutura de um diálogo. No total, oito personagens aparecem, presumivelmente monges de Corbie. Eles ganharam pseudônimos, não para esconder-lhes a identidade, mas para apoiar a interpretação de Pascásio sobre Wala, pois os nomes foram retirados de textos clássicos. Frases e passagens de uma variedade de fontes estão interconectadas no texto (Atos de São Sebastião, Livro de Jó, várias comédias de Terêncio). Embora não apresentem informação alguma sobre Wala, estas adições refletem as crenças pessoais de Pascásio e demonstram suas habilidades literárias. Enquanto "Vita Adalhardi" foi escrita em parte como uma elegia funerária, "Vita Walae" é uma representação (razoavelmente) fiel de Wala.

### Outras obras
Pascásio tinha uma importante coleção de obras literárias, incluindo muitas exegeses sobre vários livros da Bíblia. Ele próprio escreveu comentários sobre o Evangelho de Mateus, Lamentações e uma exposição sobre o Salmo 45, que dedicou às freiras do Convento de Santa Maria em Soissons. Escreveu ainda "De Partu Virginis", para sua amiga Ema, abadessa em Soissons e filha de Teodrara, descrevendo o estilo de vida das freiras, e um tratado chamado "De Nativitae Sanctae Mariae", sobre a natureza da Virgem Maria e o nascimento de Jesus Cristo. Pascásio provavelmente escreveu muito mais, mas todo o resto se perdeu.

## Teologia

### Compreensão sobre o corpo humano
Ao contrário de outros autores carolíngios, Pascásio localiza a "imago Dei" ("imagem de Deus") em todo o ser humano—corpo e alma. Este ponto de vista está alinhado com o Padre da Igreja do século II Ireneu de Lyon, que acreditava que Jesus era a incorporação física de Deus; o filho é a imagem do pai. Assim, os humanos representariam a imagem de Deus não apenas na alma, mas no corpo também. Porém, esta tese é contrária à mais aceita, proposta por Orígenes, que ensina que o corpo não tem parte alguma na relação com a imagem de Deus. Ao contrário de outros teólogos de seu tempo, Pascásio não iguala o processo de santificação com uma separação metafísica do corpo e da alma, mas acredita que a condição humana (a existência física) pode contribuir positivamente para a conquista da santificação. Porém, é fato que ele acreditava numa forma mitigada de dualismo corpo-alma na qual a alma tem um papel mais importante que o corpo. Além disso, ele reconhece que o corpo luta contra Deus e, por isso, pode ser corrompido.

### Compreensão sobre o Corpo de Cristo
Pascásio acredita numa distinção entre "veritas" (verdade) e "figura" (forma ou aparência). A descida de Cristo do céu para a terra foi uma descensão da verdade para a aparência, do reino da perfeição ao da imperfeição, uma ideia que parece implicar que Jesus encarnado seria algo falso ou imperfeito; mas Pascásio faz de afirmar que nem toda figura é falsa. Cristo seria simultaneamente verdade e aparência por que seu ser externo e físico é a própria figura da verdade, a manifestação física da verdade que existe na alma. A pessoa que Jesus era estava sujeita às necessidades humanas como o resto da humanidade: ele precisava comer, dormir e estar na companhia de outros. Além disso, porém, ele realizava milagres. Estes comportamentos implicam numa dualidade no conceito de "Verbo Encarnado": milagres, até então realizados apenas por Deus, a Verdade não-física ou Verbo, subitamente passaram a ser realizados por um ser humano físico. A explicação da relação entre a humanidade de Jesus e sua divindade é convoluta, porém, mas seria, para ele, análoga à relação das figurae (letras) das palavras com suas contrapartes faladas. Assim, Jesus em sua forma física seria a representação visual ("V"-"E"-"R"-"D"-"A"-"D"-"E", as letras de "verdade") enquanto sua divindade seria o som falado destas letras juntas numa palavra